# Isoeugénol
L'isoeugénol est un composé organique aromatique de la famille des phénylpropènes, un sous-groupe des phénylpropanoïdes. il est constitué d'une molécule de gaïacol substitué par un groupe 2-propényle. 
Comme les autres phénylpropanoïdes, il est naturellement présent dans certaines huiles essentielles, en particulier dans l'huile essentielle d'ylang-ylang. Du fait de sa double liaison sur le groupe propényle, il existe sous la forme de deux isomères, cis (Z) et trans (E). La forme cis est cristalline alors que la forme trans est un liquide jaunâtre d'odeur caractéristique.

## Synthèse
Il est possible de synthétiser l'isoeugénol (2) par isomérisation de l'eugénol (1) par réaction avec une base. Une oxydation par exemple par le permanganate de potassium ou par l'ozone permet d'obtenir la vanilline, :

## Toxicité
L'isoeugénol a des propriétés génotoxiques, dépendantes de leur activation par le cytochrome P450. Il est à la fois un antioxydant et un pro-oxydant ; il provoque aussi des irritations de la peau et favorise les réactions allergiques.